# Unai Etxebarria Arana
Unai Etxebarria Arana (Caracas, 21 de novembre de 1972) és un ciclista veneçolà, d'origen basc, que fou professional de 1996 fins al 2007. Tota la seva carrera la disputà a l'equip Euskaltel-Euskadi. Va participar en els Jocs Olímpics d'Atenes en la modalitat de ruta.
Els principals èxits que obtingué foren una etapa a la Volta a Espanya i la classificació final de la Klasika Primavera.

## Palmarès
- 1998
  - Vencedor de 2 etapes a la Volta a Portugal
- 2000
  - 1r al Gran Premi de Primavera
  - Vencedor d'una etapa a la Setmana Catalana
- 2001
  - Vencedor d'una etapa al Critèrium del Dauphiné Libéré
- 2003
  - Vencedor d'una etapa a la Volta a Espanya
- 2004
  - 1r al Trofeu Calvià de la Challenge de Mallorca
  - 1r al Gran Premi de Laudio
- 2007
  - 1r al Trofeu Calvià de la Challenge de Mallorca

### Resultats al Tour de França
- 2001. 88è de la classificació general
- 2002. 141è de la classificació general
- 2003. Fora de temps (12a etapa)
- 2004. 91è de la classificació general
- 2005. 150è de la classificació general
- 2006. 126è de la classificació general

### Resultats a la Volta a Espanya
- 1998. 42è de la classificació general
- 1999. 98è de la classificació general
- 2000. Abandona
- 2003. 54è de la classificació general i vencedor d'una etapa

### Resultats al Giro d'Itàlia
- 2005. 145è de la classificació general